# Курводон
Курводон (фр. Courvaudon) насеље је и општина у северној Француској у региону Доња Нормандија, у департману Калвадос која припада префектури Кан.
По подацима из 2011. године у општини је живело 212 становника, а густина насељености је износила 22,25 становника/km². Општина се простире на површини од 9,53 km². Налази се на средњој надморској висини од 230 метара (максималној 249 m, а минималној 137 m).

## Демографија
| 1962. | 1968. | 1975. | 1982. | 1990. | 1999. | 2011. |
| ----- | ----- | ----- | ----- | ----- | ----- | ----- |
| 209   | 221   | 179   | 186   | 219   | 199   | 212   |

График промене броја становника у току последњих година